# Dyscia mediopunctaria
Dyscia mediopunctaria là một loài bướm đêm trong họ Geometridae.